# André Boniface Louis Riqueti de Mirabeau
André Boniface Louis Riqueti de Mirabeau, francoski častnik, * 30. november 1754, Pariz, † 15. september 1792, Freiburg im Breisgau.
Mirabeau je bil eden od pomembnejših reakcionarnih vodij v zgodnjem obdobju francoske revolucije.